# Saint-Eustache-la-Forêt
Saint-Eustache-la-Forêt is een gemeente in het Franse departement Seine-Maritime (regio Normandië) en telt 1180 inwoners (1999). De plaats maakt deel uit van het arrondissement Le Havre.

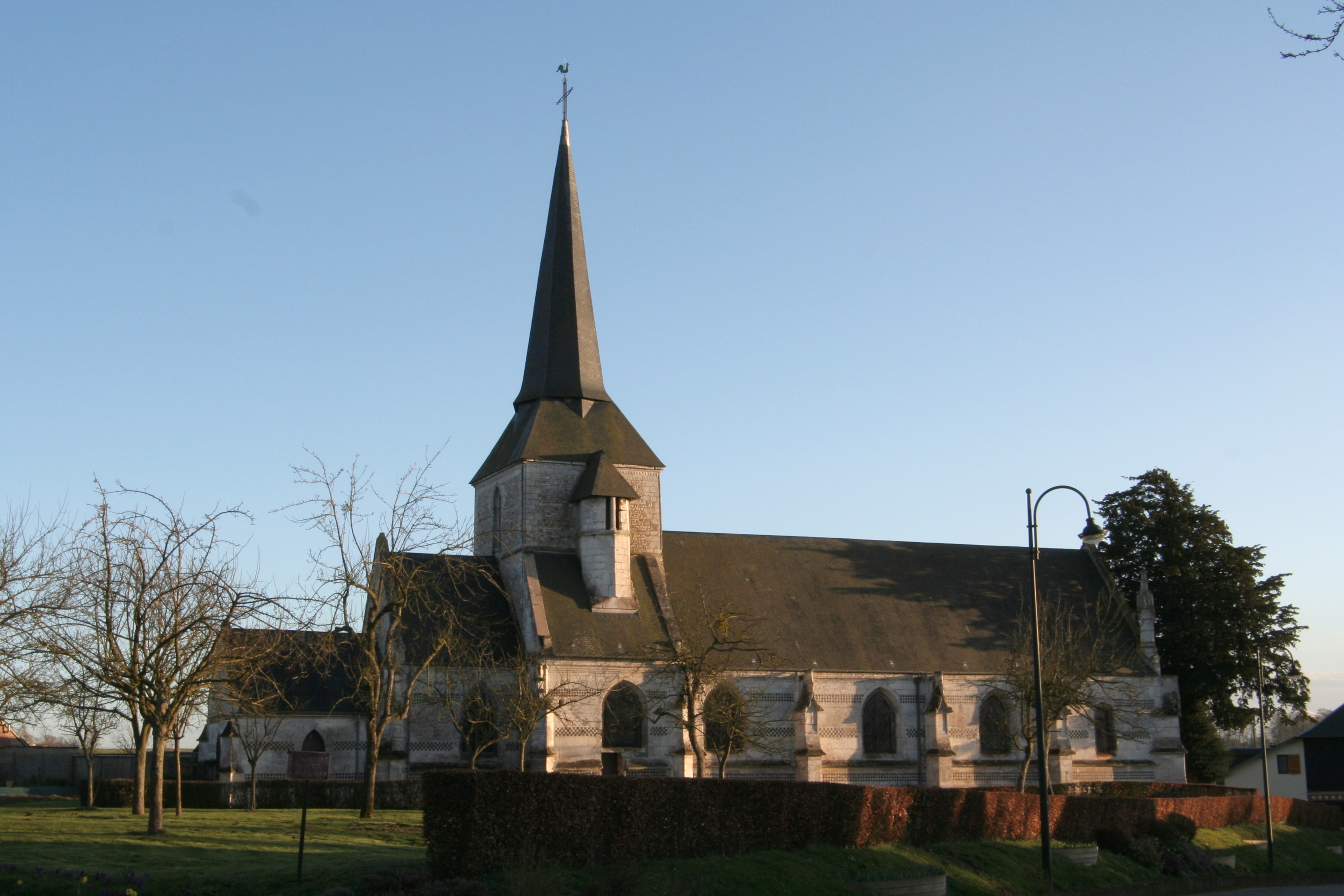
Kerk
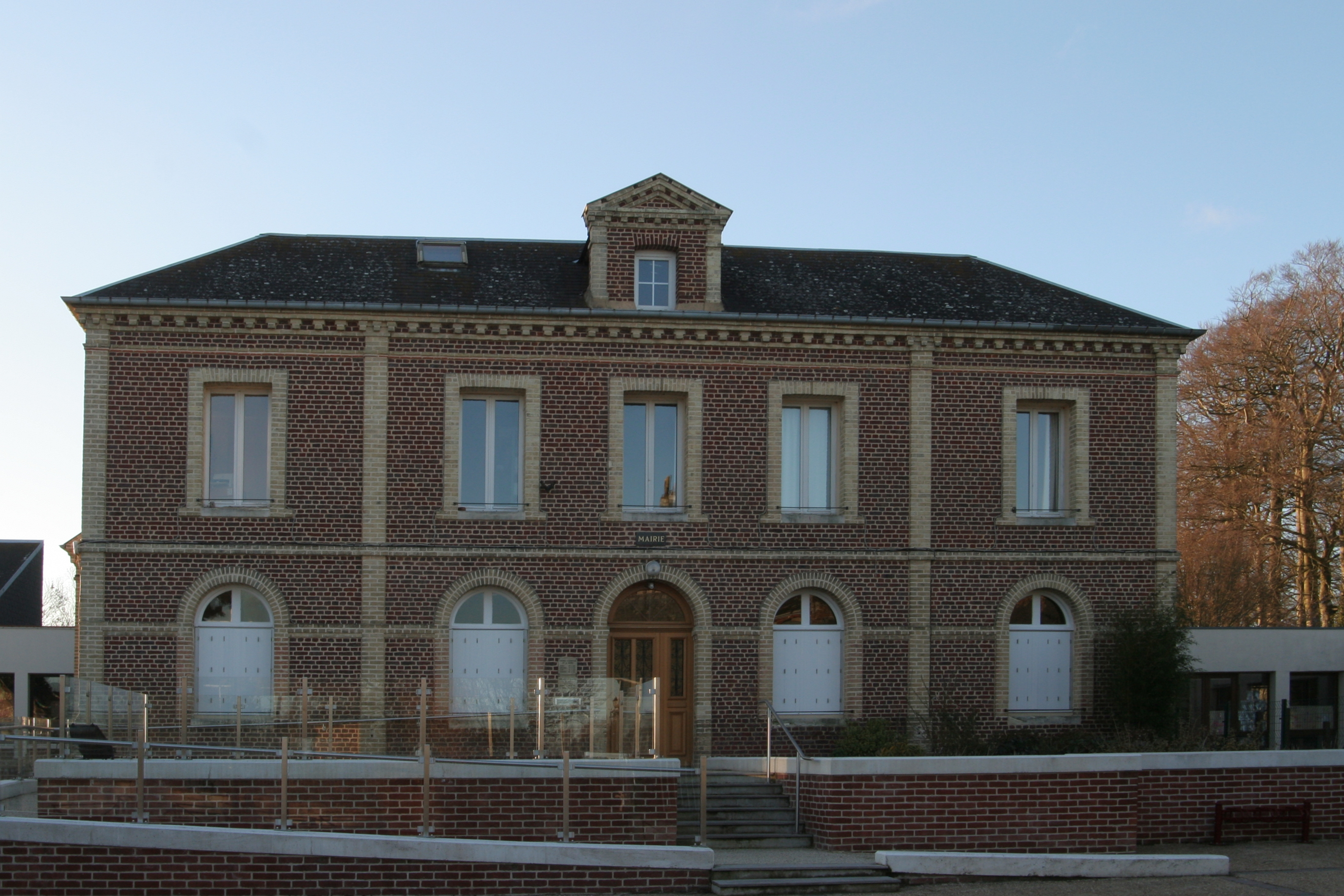
Gemeentehuis

## Geografie
De oppervlakte van Saint-Eustache-la-Forêt bedraagt 6,6 km², de bevolkingsdichtheid is 178,8 inwoners per km².
De onderstaande kaart toont de ligging van Saint-Eustache-la-Forêt met de belangrijkste infrastructuur en aangrenzende gemeenten.

## Demografie
Onderstaande figuur toont het verloop van het inwonertal (bron: INSEE-tellingen).